# Вагенберг
Вагенберг (нід. Wagenberg) — село в нідерландській провінції Північний Брабант. Входить до муніципалітету Дріммелен.
Його площа становить 5,36 км², а населення станом на 2021 рік складало 2 180 осіб.
Перша згадка про населений пункт датується 1331 роком.

## Визначні уродженці
- Мішель ван де Корпут (нар. 1956) — колишній футболіст[2].

## Галерея

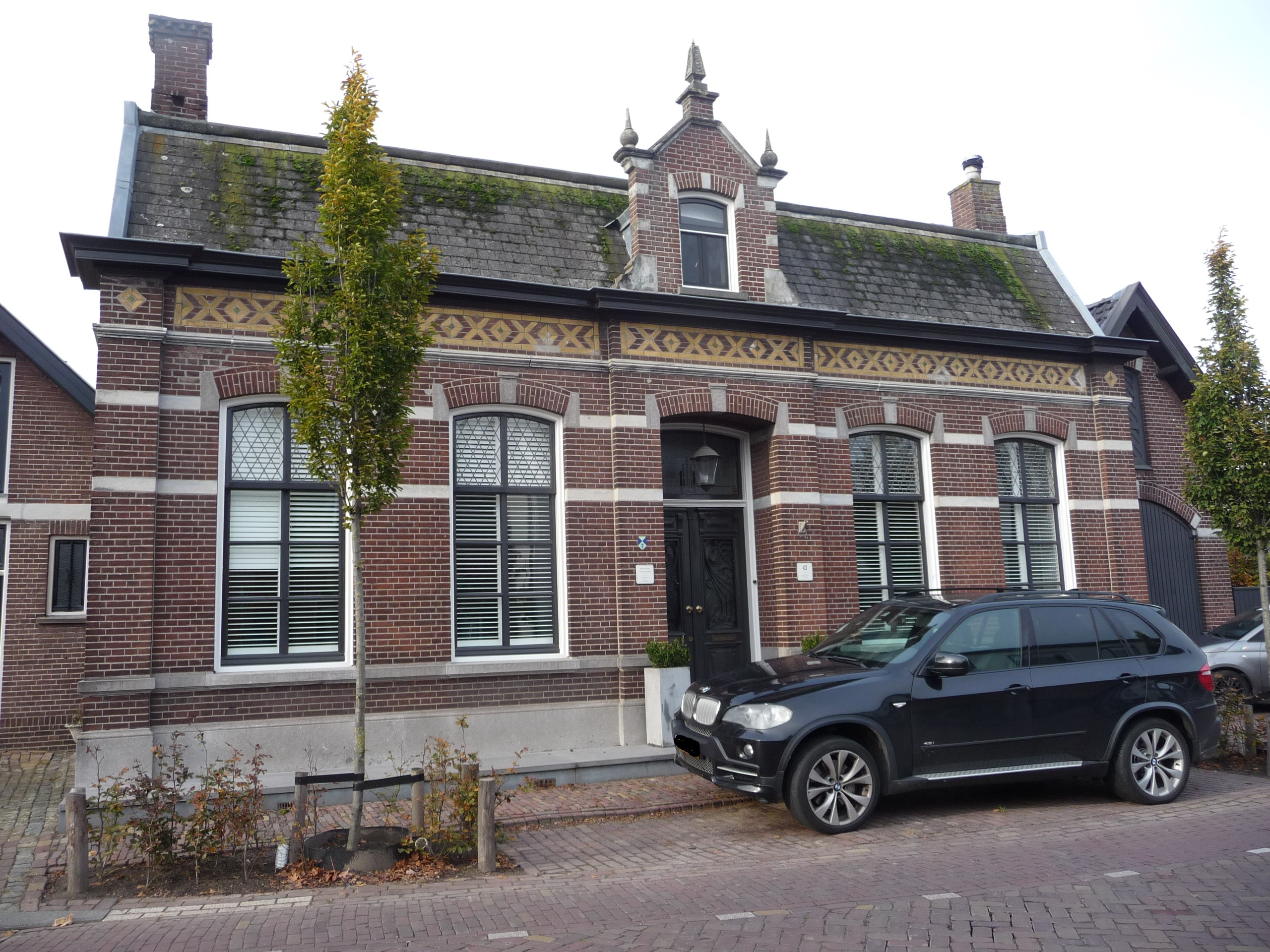
Сільський будинок
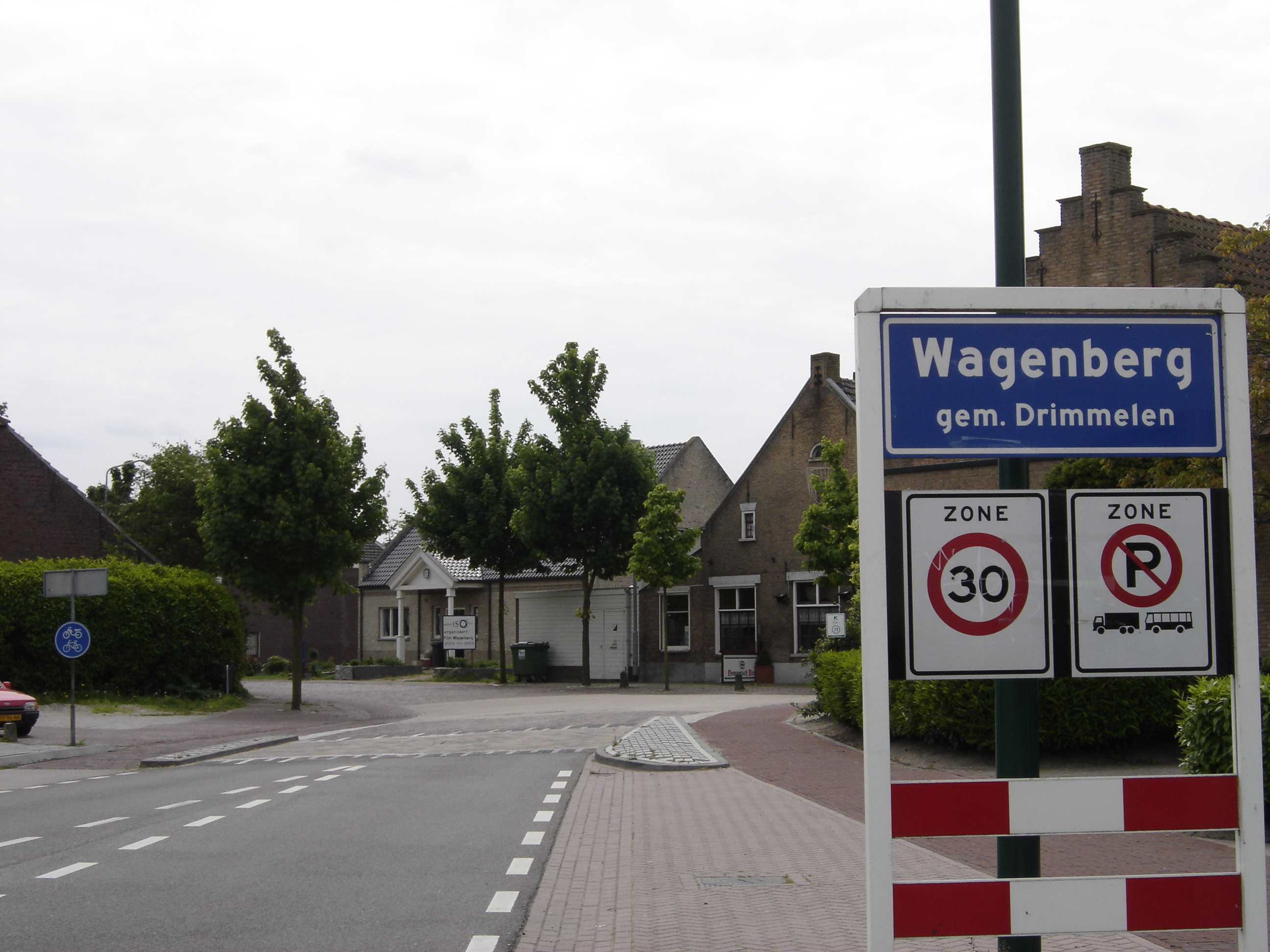
В'їзд до села
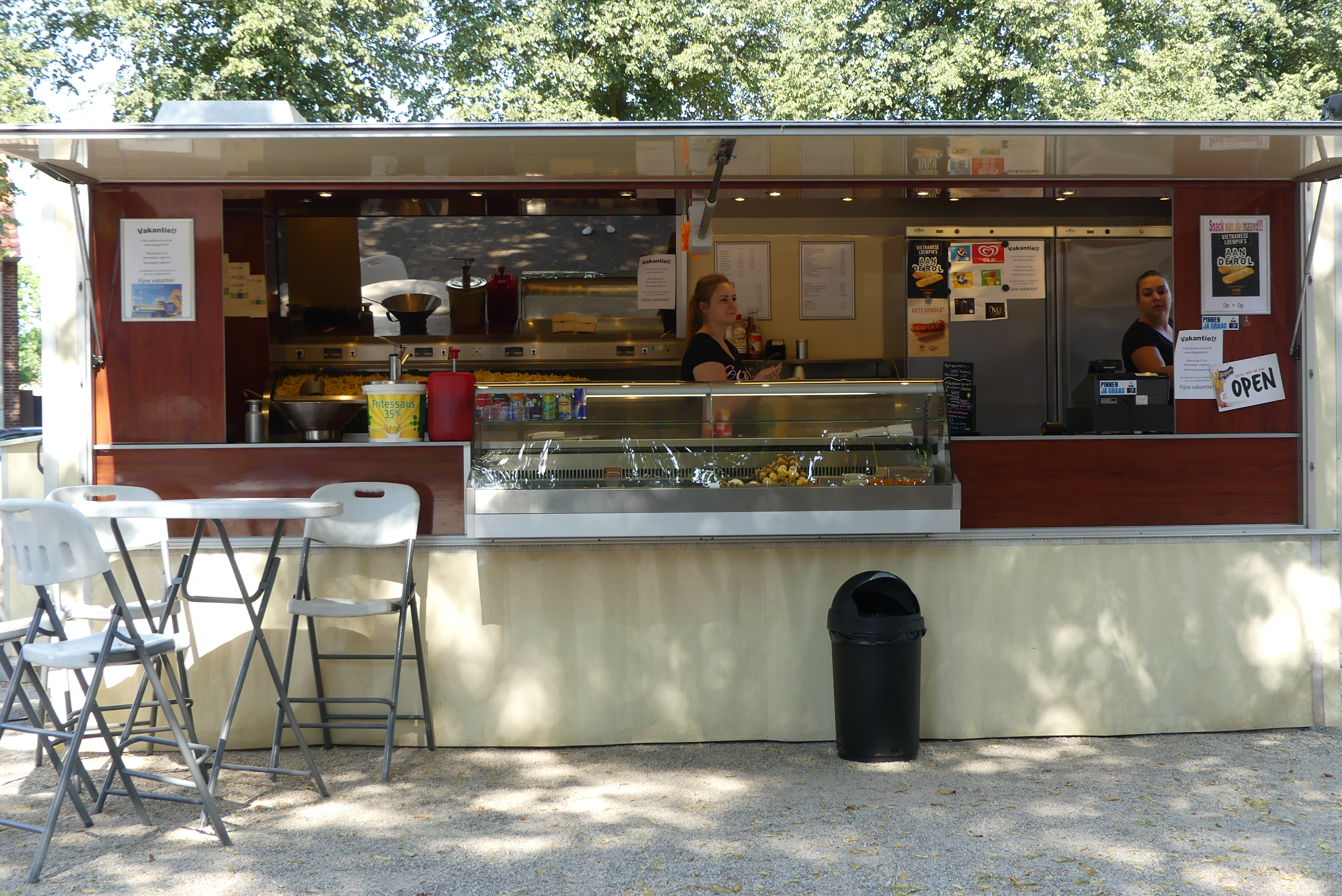
Закусочна
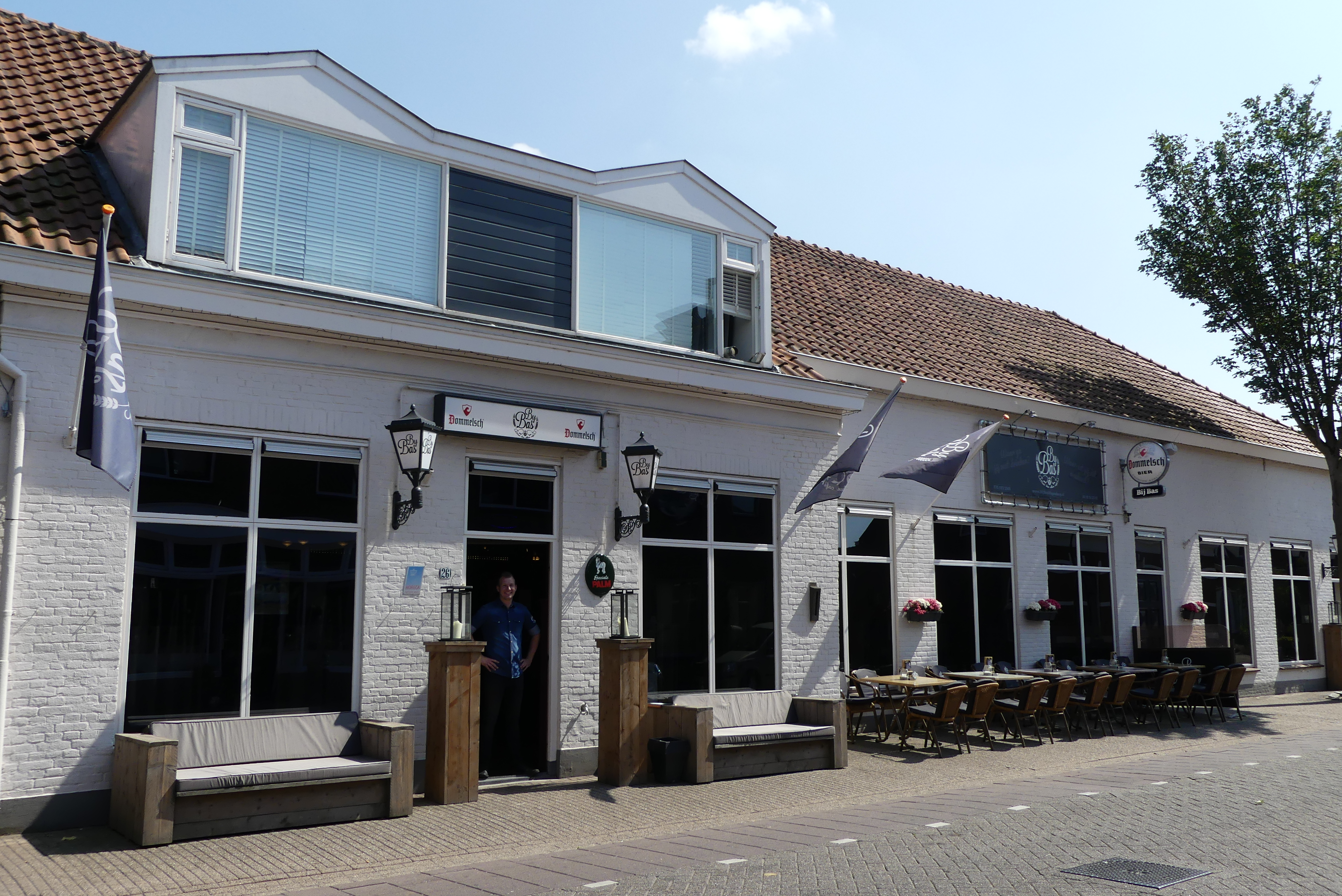
Паб у селі